# Grzegorz Kolisz
Grzegorz Kolisz (ur. 4 listopada 1977 w Mielcu) – polski piłkarz, grający na pozycji pomocnika. Znany jest głównie z występów w Odrze Wodzisław Śląski i Stali Mielec.